# Laura Montermini
Laura Montermini (Milano, 8 marzo 1965) è una biologa ricercatrice italiana.
Ha scoperto la fratassina, gene responsabile dell'atassia di Friedreich, quando lavorava a Houston.